# 코트니 스토든
코트니 스토든(Courtney Stodden, 1994년 8월 29일 ~ )은 미국의 방송인, 모델, 가수이다. 코트니가 16살이었던 2011년, 당시 50세였던 배우 더그 허치슨과의 결혼으로 많은 비난을 받았다.